# 卡布里约桥
卡布里约桥（英語：Cabrillo Bridge）是加利福尼亚州圣迭戈的一座历史桥梁，提供了行人和车梁进入巴尔博亚公园的通道，为1915年巴拿马–加利福尼亚博览会而建立。此桥于1976年列入國家史蹟名錄。 卡布里洛桥位于加利福尼亚州圣地亚哥巴尔博亚公园的埃尔普拉多。